# Día Mundial para la Prevención de los Ahogamientos
El Día Mundial para la Prevención de los Ahogamientos es una jornada que se conmemora el 14 de julio desde 2021, fue establecida en ese mismo año por La Asamblea General de las Naciones Unidas.

## Proclamación
El Día Mundial para la Prevención de los Ahogamientos se estableció el 28 de abril de 2021por las Naciones Unidas, con el propósito de aumentar la conciencia global sobre las graves y a menudo evitables consecuencias de los ahogamientos promoviendo medidas efectivas para prevenir estos accidentes.

## Celebración
Este día se Celebra anualmente el 25 de julio desde el año 2021. Esta fecha se eligió para fomentar la conciencia pública a nivel mundial durante el periodo del año en que muchas actividades acuáticas tienen lugar, maximizando así el impacto de las campañas de prevención, destacando la importancia de coordinar esfuerzos entre gobiernos, organismos internacionales y la sociedad civil para implementar estrategias de prevención efectivas. La Organización Mundial de la Salud es la encargada de los preparativos asociados a esta celebración.